# Massone (architettura)

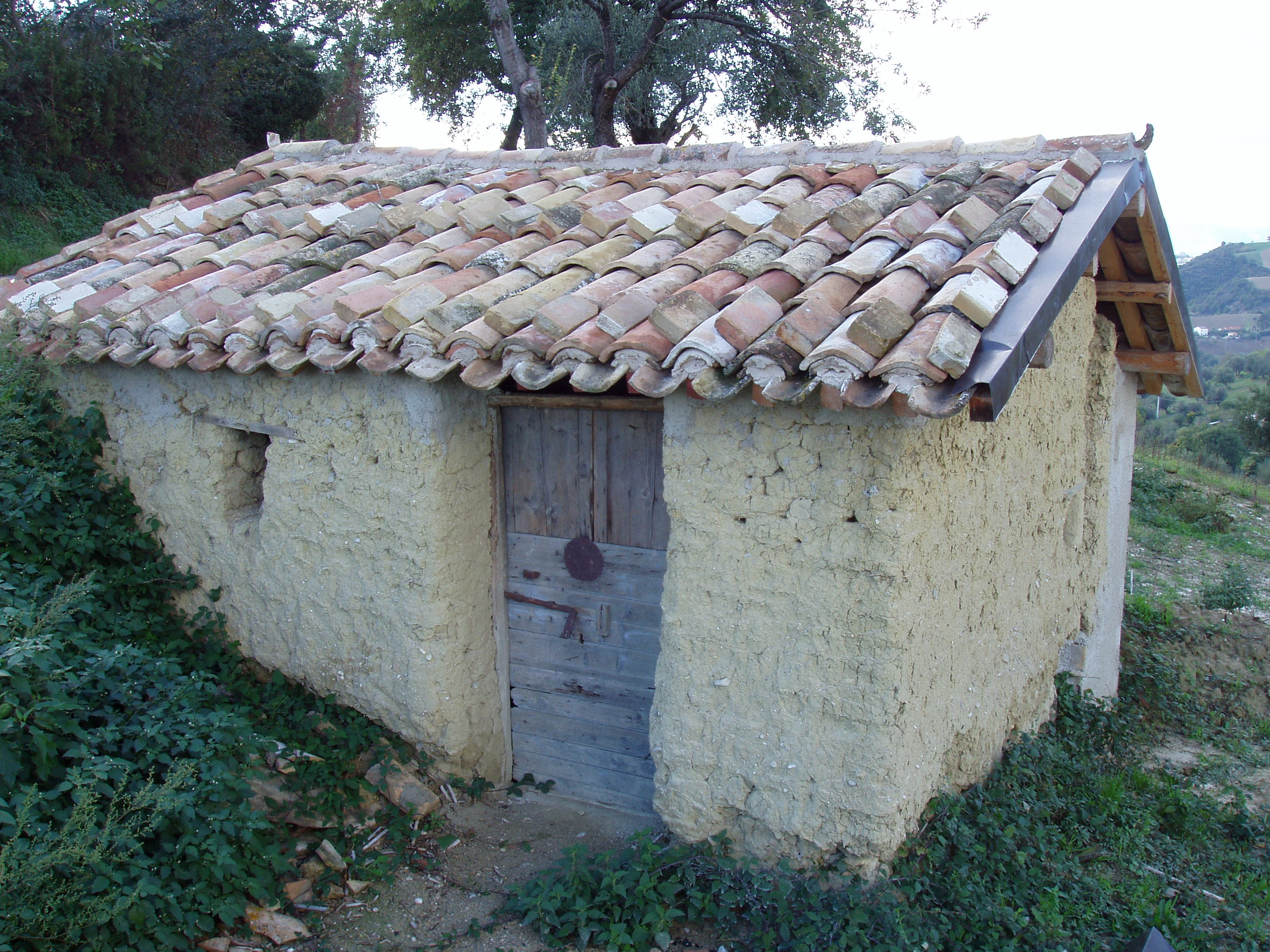
Casa di terra a Castelbasso (Teramo)

Il massone  è un tipo di costruzione in terra cruda presente in Italia e diffusa in Abruzzo (con il nome di pinciara) e nelle Marche fino all'inizio degli anni sessanta.
La tecnica consisteva nel pestare un impasto di argilla e paglia fino ad ottenere un amalgama denso e plastico, che poi veniva suddiviso in zolle — i massoni — del peso di 5-10 kilogrammi, modellati in forma grossolanamente cilindrica affusolata alle estremità, dello spessore medio di 15 centimetri e della lunghezza di circa 20-30 centimetri.
Il termine deriverebbe dalla somiglianza della lavorazione dell'impasto con quella della massa del pane.

La tecnica di cospargere queste forme di paglia, utile per garantire una maggiore elasticità dell'insieme una volta in opera, non è presente in tutti gli edifici.
Per realizzare la costruzione, i massoni venivano sovrapposti a strati alti da 50 a 70 centimetri e larghi da 40 a 80 centimetri, a formare una struttura muraria monolitica. 
Ogni strato veniva poi lasciato asciugare per alcuni giorni, durante i quali il muro veniva rifilato rendendolo squadrato.
L'abitazione così costruita, detta pinciara o pingiaja, era il frutto di un lavoro collettivo, venendo costruita dalla famiglia che in seguito l'avrebbe abitata con l'aiuto di tutta la contrada.

## La costruzione

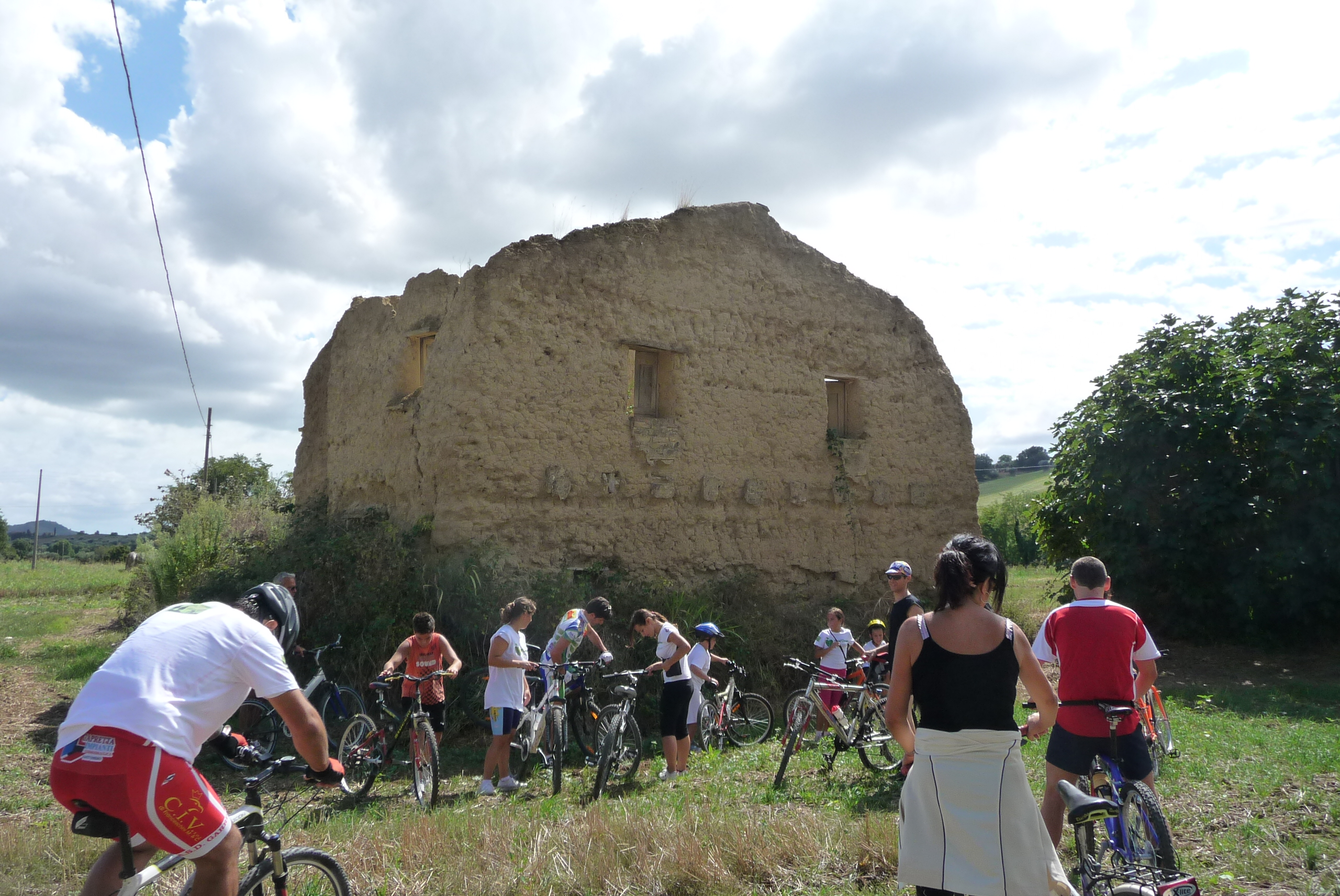
Una casa di terra a due piani, sita a Sant'Omero, nella Valle della Vibrata (Teramo)

Il cantiere vedeva impegnate almeno dieci persone, coordinate da lu mastre (il mastro), che organizzava le varie fasi e prendeva parte all'opera in qualità di esperto. I lavori duravano da marzo fino all'inizio dell'inverno e, quando il tempo non era sufficiente a raggiungere il tetto, riprendevano l'anno successivo. 
Particolare attenzione veniva posta alla scelta del sito, sia per evitare il problema dell'umidità sia perché era necessario disporre della terra adatta nelle vicinanze, essendo antieconomico trasportare la materia prima da lontano.
Le fondazioni erano poco profonde se non del tutto assenti. Stabilito il perimetro della costruzione, si procedeva scavando l'area per una profondità tra i 50 e i 100 centimetri; la terra veniva poi ricollocata nella buca a strati di 30-40 centimetri, aggiungendovi acqua e paglia e pestandola per farla amalgamare, e poi lasciata asciugare.
Raggiunto il livello del terreno, si iniziavano ad elevare i muri portanti: un'area vicino alla casa veniva zappata, poi pestata con acqua e paglia e fatta asciugare per alcuni giorni.

Una volta raggiunta la consistenza voluta, le zolle venivano tagliate e portate in una zona piana, dove le donne le ammassavano con le mani.

A questo punto, con una catena umana si portava il materiale fino alla costruzione.

Il mastro posava i massoni lungo il perimetro della casa formando uno strato dopo l'altro, con i massoni posati in filari alternati similmente ai mattoni di laterizio, o più raramente disposti a spina di pesce inclinati di 45°.

Insieme ai muri portanti venivano realizzati anche i muri divisori.

Terminato uno strato, il mastro procedeva a pestarlo con i piedi colmando gli interstizi; poi lo lisciava internamente ed esternamente con la vanga, talvolta rimpastando la terra con dell'acqua.

Per costruire ogni strato erano necessarie una o due settimane di lavoro; altre due settimane servivano a farlo asciugare.

Durante il tempo necessario all'asciugatura, venivano preparati i massoni per gli strati successivi.
A mano a mano che gli strati venivano sovrapposti, i massoni divenivano più piccoli, accorgimento che consentiva di facilitare il posizionamento in cima alle pareti. I muri realizzati presentano un tipico aspetto rastremato, con uno spessore di circa 80 centimetri alla base per arrivare a 50 centimetri sulla sommità.
Data la natura del materiale, le intersezioni delle pareti rappresentavano i punti più delicati della costruzione; per risolvere il problema, spesso le giunzioni tra le pareti venivano rinforzate con collegamenti orizzontali di rami d'ulivo, annegati all'interno della struttura.

Le costruzioni a due piani richiedevano poi la costruzione di una scala. Quando questa andava posta internamente all'edificio, veniva realizzata in legno. Altrimenti, veniva costruita una scala esterna in mattoni cotti, spesso dotata di loggia.

Per le case a due piani il solaio veniva realizzato, ad un'altezza di circa 220 centimetri, fissando al muro travi di legno di pioppo, olmo o quercia, poste parallelamente ad un metro di distanza e sormontate da una seconda orditura ortogonale di listelli, più fitta, sopra i quali veniva steso uno strato di canne spalmate di fango ed intrecciate o legate con spago, che fungevano da base d'appoggio al pavimento di mattoni cotti.

La medesima tecnica veniva utilizzata per costruire la copertura, con il manto in coppi di laterizio (i penci) poggiati su un impasto di terra molle sopra le canne. Dalla fine degli anni venti, nella tecnica di realizzazione dei solai e del tetto, le canne vennero soppiantate da pianelle in cotto, molto spesso decorate.
Il tetto era alquanto sporgente, di solito oltre i 50 centimetri, al fine di proteggere i muri in prossimità del terreno. Raramente i muri interni ed esterni venivano intonacati, a causa dell'elevato costo del materiale: a volte, veniva intonacata solo la parete esterna a nord, più esposta alle intemperie; molto più frequentemente, l'uso dell'intonaco era limitato ai contorni di porte e finestre.

Per il basamento, veniva realizzata una protezione con mattoni cotti o pietra, sino all'altezza di un metro, intorno a cui veniva predisposto un acciottolato con pendenza sufficiente a smaltire rapidamente l'acqua piovana.